# Erik Balenciaga
Erik Balenciaga Azcue, más conocido como Erik Balenciaga, (Zarauz, 10 de mayo de 1993) es un jugador de balonmano español que juega como central en el MT Melsungen. Fue el jugador más bajo durante su paso por la Liga Asobal (1'68 m).
A pesar de su altura, destacó con el Helvetia Anaitasuna y en la Sociedad Deportiva Teucro, donde marcó 111 goles en 29 partidos en la temporada 2015-16 siendo el jugador más desequilibrante del conjunto pontevedrés.
En la temporada 2016-17 llegó a debutar en la Copa EHF en la que su equipo realizó un buen papel.

## Clubes
| Club                 | País     | Año         |
| -------------------- | -------- | ----------- |
| BM Zarautz           | España   | 2011 - 2015 |
| SD Teucro            | España   | 2015 - 2016 |
| Helvetia Anaitasuna  | España   | 2016 - 2018 |
| BM Ciudad de Logroño | España   | 2018 - 2021 |
| Fenix Toulouse HB    | Francia  | 2021 - 2023 |
| MT Melsungen         | Alemania | 2023 - Act. |